# Proteste im Iran seit September 2022
Die Proteste im Iran seit 2022 sind landesweite Proteste gegen die autoritäre Regierung des Staates Islamische Republik Iran. Hervorgerufen wurden sie von dem durch Polizeigewalt herbeigeführten Tod der 22-jährigen kurdischstämmigen Iranerin Jina Mahsa Amini in Teheran am 16. September 2022. Sie war von der islamischen Sittenpolizei festgenommen und misshandelt worden, weil ihr Kopftuch angeblich nicht richtig gesessen hatte.
Die Proteste richten sich sowohl gegen das theokratische Regime des Iran und seine Unterstützer, die Mullahs und Pasdaran, als auch gegen die von ihm diktierten Lebensbedingungen, insbesondere gegen die Auslegung der islamischen Kleiderordnung. Frauen, die im Iran den Hidschab nicht oder falsch tragen, werden auf staatliche Anordnung hin Dienstleistungen (bspw. bei Banken, Fluggesellschaften, Ämtern und Krankenhäusern) verweigert bzw. vorenthalten. Der wiederholte Verstoß gegen die Kleiderordnung kann auch den Entzug des Führerscheins und den Verlust des Arbeitsplatzes zur Folge haben. Als Zeichen der Solidarität mit Amini und aus Protest gegen die rechtliche Stellung der Frau im Iran verstießen manche Demonstrantinnen absichtlich gegen die Kleiderordnung, indem sie ihre Kopftücher abnahmen, diese verbrannten oder sich öffentlich die Haare schnitten. An den Protesten nehmen laut Augenzeugenberichten auch Frauen teil, die zwar aus religiöser Überzeugung einen Hidschab tragen, aber das Regime ablehnen. Die mit der Wirtschaftskrise der vorigen Jahre einhergegangene Verarmung der Mittelschicht trug dazu bei, dass die Proteste gegen die Staatsführung in weiten Teilen der Bevölkerung Unterstützung fand. Zudem prägten die Proteste von 2017 bis 2019 eine neue Generation von Demonstranten. So zeigten sich Händler, Fernfahrer sowie Arbeitnehmer aus der Automobilwirtschaft und dem für den Iran wichtigen Öl- und Gassektor mit den Demonstrationen in den Städten durch vereinzelte Streiks und Proteste solidarisch.
Im Verlauf der Proteste wurden mehrere Hundert Menschen getötet, darunter auch viele Minderjährige. Zudem wurden mehr als 15.000 Menschen festgenommen. Viele der festgenommenen Demonstranten erleiden Misshandlungen und Folter in Haft, mehrere sind bereits an den Folgen gestorben. Vor allem Frauen werden in den Gefängnissen systematisch vergewaltigt. Auch viele Kinder und Jugendliche werden vergewaltigt und auf andere Weisen gefoltert. Am 6. November forderte das Parlament die Anwendung der Todesstrafe gegen die Demonstranten. Am 13. November wurde erstmals im Zusammenhang mit den Protesten ein Todesurteil gefällt, das im darauffolgenden Monat vollstreckt wurde. Mitte März 2023 wurden 143 Menschen hingerichtet. Hunderte weitere wurden zu jahrelangen Haftstrafen verurteilt.
Verhältnismäßig viele Proteste fanden in den iranischen Kurdengebieten im Westen und Nordwesten des Landes statt. Eine weitere Hochburg waren die Belutschengebiete im Südosten. Anfangs wurde zudem insbesondere an den Universitäten protestiert. Die iranischen Behörden sagten daraufhin in vielen Städten Vorlesungen ab. Außerdem wurde das Internet im Iran kurz nach dem Beginn der Proteste einer noch strengeren Zensur unterworfen als zuvor. In manchen Städten weiteten sich die Proteste zu Revolten aus. So erschossen Regimekräfte laut der Menschenrechtsorganisation Iran Human Rights und anderen am 30. September beim Massaker von Zahedan mindestens 93 Menschen bei Protesten gegen Jina Mahsa Aminis Tötung und gegen die Vergewaltigung eines 15-jährigen belutschischen Mädchens durch einen Polizeioffizier.
Hatte der iranische Generalstaatsanwalt Anfang Dezember 2022 ohne eine offizielle Bestätigung der Regierung verlautbart, die Sittenpolizei sei aufgelöst worden, so kündigte die iranische Polizei Mitte Juli 2023 an, die Einheiten würden in Kürze wieder die Einhaltung der Kopftuchpflicht überprüfen. Im August 2023 nahm eine Verschärfung der Strafen bei Verletzung der Hidschab-Pflicht Gesetzesform an.
Eine von der UNHRC eingesetzte Expertenkommission kam zu dem Ergebnis, dass das iranische Regime mit der Art und Weise, wie es die Proteste unterdrückte, Verbrechen gegen die Menschlichkeit beging.

## Chronik

### September 2022
Am 19. September demonstrierten Tausende von Menschen in Teheran. Auch in Aminis Heimatprovinz Kurdistan versammelten sich Menschen zu Protesten. Dabei kam es zu gewaltsamen Zusammenstößen zwischen den Sicherheitskräften der islamischen Regierung und Demonstranten.
Am 21. September reagierte die Regierung von Ebrahim Raisi auf die Demonstrationen mit einer zusätzlichen Einschränkung der Internetnutzung. Waren zunächst Instagram (das angeblich von mehr als der Hälfte der iranischen Bevölkerung genutzt wird) und WhatsApp nicht mehr verfügbar, so ließ die Regierung am selben Tag auch den größten Mobilfunkanbieter des Landes seinen Dienst einstellen. Spätestens seit diesem Zeitpunkt nutzen Menschen im Iran VPNs, um Informationen an die Außenwelt zu schicken und untereinander in Kontakt zu bleiben. Am selben Tag ordnete die iranische Regierung eine Untersuchung zum Tod von Mahsa Amini an. Bis zum 21. September 2022 wurden im Zuge der Proteste 450 Demonstranten verletzt. An diesem Tag blockierten Aktivisten des Hackerkollektivs Anonymous nach eigenen Angaben die Website der iranischen Zentralbank und mehrere andere Regierungsportale stundenlang durch DDoS-Attacken. Die Zentralbank bestätigte, einem Cyberangriff ausgesetzt gewesen zu sein.
Laut der iranischen Menschenrechtsorganisation Iran Human Rights (IHR) versammelten sich am 22. September Menschen in mehr als 30 Städten Menschen zu Protesten. Von den Demonstranten wurden mehrere Polizeistationen und -fahrzeuge in Brand gesetzt. In Rascht ging eine Moschee in Flammen auf.
Durch die gewaltsame Niederschlagung der Proteste mittels Schusswaffen stiegen die Zahlen der getöteten Zivilisten auf über 50 an. Getötete Demonstranten wurden unter anderem aus Reswanschahr, Babol und Amol gemeldet.
In der iranischen Hauptstadt Teheran fand am 23. September eine Gegendemonstration, d. h. eine Kundgebung von Anhängern der Regierung, statt. Laut der Islamic Republic News Agency (IRNA) kam sie zustande, nachdem staatliche Behörden dazu aufgerufen hatten. Auch in anderen Städten gab es von der Regierung organisierte Gegendemonstrationen. Am selben Tag verhafteten iranische Behörden unter anderem zwei Journalistinnen: eine Fotojournalistin, die die Pro-Amini-Proteste dokumentierte, und jene Journalistin, die über den Kriminalfall um Mahsa Amini berichtet und somit dazu beigetragen hatte, den Fall Amini öffentlich zu machen. Nachdem das Außenministerium und das Finanzministerium der Vereinigten Staaten Maßnahmen angekündigt hatten, die die Internetfreiheit und den Zugang zu Informationen im Land steigern sollten, kündigte Elon Musk an, dass Starlink in iranischen Städten aktiviert werde. Die Zahl der Todesopfer der Proteste im Iran ab September 2022 stieg bis dahin auf 50. BBC NEWS veröffentlichte am 14. Oktober eine namentliche Liste der bisher bekannten jugendlichen Opfer der staatlichen Gewalt.
Die Streitkräfte des Iran kündigten am 23. September an, als Reaktion auf die Proteste „den Feinden entgegentreten“ zu wollen. Einen Tag später gaben die iranischen Streitkräfte bekannt, Stützpunkte kurdischer Separatistengruppen im Nordirak angegriffen zu haben. Die Angriffe seien durch iranische Revolutionsgarden (IRGC) ausgeführt worden und seien eine Reaktion auf Angriffe kurdischer Gruppen auf im Grenzgebiet befindliche iranische Militärbasen. Nach Darstellung des iranischen Innenministers Ahmad Wahidi unterstützen kurdische Gruppen die regierungskritischen Proteste im Iran nicht nur personell, sondern auch mit Waffen, welche an iranische Demonstranten in den Kurdengebieten übergeben würden.
Am 24. September wurde einem Bericht zufolge die Stadt Oschnaviyeh von Demonstranten „eingenommen“. Im Ausland lebende Iraner gingen in Deutschland, Griechenland, Italien, Spanien, im Libanon, der Türkei, Kanada und den USA aus Solidarität mit den Demonstranten im Iran auf die Straße. In der Provinz Gilan verhafteten die Polizei und die iranischen Revolutionsgarden (IRGC) 739 Personen. Das IRGC nahm außerdem mehrere Verhaftungen in Kerman vor. Die iranische Regierung gab kurze Zeit später bekannt, dass die Sicherheitskräfte die Kontrolle über Oschnaviyeh wiedererlangt hatten.
Am 26. September sprach die Regierung von mehr als 1.200 Festnahmen und 41 Toten. Human Rights Watch hingegen gab die Zahl der Toten mit mindestens 76 an und beschuldigte die Polizei, mit scharfer Munition auf die Demonstranten zu schießen. Die deutsche Bundesregierung bestellte den iranischen Botschafter ein und forderte die Regierung auf, die friedlichen Proteste zuzulassen. Stand 26. September hatten sich die Proteste über 45 Orte (Städte, Dörfer, Gemeinden) ausgeweitet. Dabei kam es in den meisten Fällen zu Zusammenstößen zwischen Sicherheitskräften und Demonstranten.
Am 28. September wurde die Sportfunktionärin und Frauenrechtlerin Faezeh Haschemi, Tochter des früheren iranischen Präsidenten Ali Akbar Hāschemi Rafsandschāni, festgenommen. Am selben Tag bombardierten iranische Streitkräfte mehrere Orte in der Autonomen Region Kurdistan im Irak; dort unter anderem im Distrikt Koye sowie in der Nähe von Sulaimaniyya und Erbil. Aus dem Gouvernement Erbil wurden neun Tote und 32 Verletzte durch die Bombardierungen gemeldet.
Am 30. September kam es zur erneuten Gewalteskalation, als Demonstranten versuchten, drei Polizeiwachen in Zahedan zu erstürmen, und Sicherheitskräfte in die Menge schossen. Dabei kamen mindestens 93 Menschen ums Leben. Am selben Tag wurde mit Nika Shakarami ein weiterer Todesfall einer jungen Iranerin international bekannt, deren offizielle Todesursache in Zweifel gezogen wird; Shakarami verschwand am 20. September, nachdem sie ihren Familienmitgliedern geschrieben hatte, sie flüchte vor Sicherheitskräften. Sicherheitsbehörden teilten ihren Eltern am 30. September mit, dass sie aus großer Höhe gefallen und dann ihren Verletzungen erlegen sei. Nach Recherchen von Amnesty International werden die bei den Protesten Verletzten und die Angehörigen der Todesopfer mit Gewalt bedroht und dazu genötigt, falsche Stellungnahmen zu den Umständen anzugeben und abzustreiten, dass die Opfer etwas mit den Protesten zu tun hatten.

### Oktober 2022
Am 2. Oktober kam es insbesondere an der Scharif-Universität für Technologie zu Kämpfen zwischen Studenten und Beamten von staatlichen Sicherheitsorganen, wobei letztere Schusswaffen einsetzten. Unklar ist, ob neben Gummigeschossen auch scharfe Munition verwendet wurde. Der iranische Minister für Wissenschaft, Forschung und Technologie, Mohammad Ali Zolfigol, intervenierte teilweise erfolgreich und konnte Studenten vom belagerten Campus, das von den iranischen Sicherheitskräften (Polizisten und Milizen) abgeriegelt bzw. umstellt wurde, evakuieren. Teilweise wurden Studenten und Lehrkräfte von den Strafverfolgungsbehörden verprügelt und festgenommen. Iranische Staatsmedien sprachen von einer ruhigen Lage und bezichtigten ausländische Medien, die über die Auseinandersetzungen an der Universität berichteten, der Verbreitung von Lügen.
Der Oberste Führer Ali Chamenei erklärte vor Kadetten in Teheran, dass nicht der Tod von Mahsa Amini die Ursache der Unruhen sei, sondern „dass diese Unruhen und Unsicherheiten von Amerika und dem zionistischen Regime und seinen Mitarbeitern geplant“ worden seien. Chamenei ergänzte unter anderem, zu den „gewalttätigen Ausschreitungen“ gegen den iranischen Staat sei es dadurch gekommen, dass „jemand Unsicherheit auf den Straßen“ geschürt habe.
Am 3. Oktober sprangen die Proteste vereinzelt auf Schulen über.
Am 5. Oktober waren iranische Sicherheitskräfte an Universitäten in mehreren Städten im Einsatz, darunter in Urmia, Täbris, Rascht und Teheran.
Am 6. Oktober sendete der iranische Fernsehsender Islamic Republic of Iran Broadcasting angebliche Geständnisse von zwei der Spionage beschuldigten Franzosen. Diese Sendung stand im Zusammenhang mit den Protesten nach dem Tod von Mahsa Amini sowie mit der Behauptung der iranischen Regierung, dass die Proteste ein Versuch Frankreichs und anderer Länder wie der Vereinigten Staaten und Israels seien, die derzeitige iranische islamische Regierung zu stürzen.
Am 7. Oktober beschädigte ein bewaffneter Eindringling mehrere Fahrzeuge auf dem Parkplatz der iranischen Botschaft in Kopenhagen. Der iranische Außenminister Hossein Amir-Abdollahian warf der dänischen Polizei vor, die Botschaft nicht ausreichend zu schützen.

Anzahl der getöteten Demonstranten nach Provinz

Anzahl der getöteten Demonstranten nach Schahrestan

Laut Bürgerrechtsgruppen kamen bei den Protesten bis zum 8. Oktober mindestens 150 Menschen ums Leben, laut der iranischen Menschenrechtsorganisation Iran Human Rights mindestens 185. Die Niederlande und Frankreich forderten ihre jeweiligen Bürger auf, den Iran zu verlassen. Proteste fanden unter anderem in Saqqez, Sanandaj, Teheran, Isfahan, Karadsch, Schiras und Täbris statt. Die teils von der Regierung finanzierte Nachrichtenagentur ISNA behauptete, dass Basar-Händler in Teheran ihre Geschäfte aus Angst vor Schäden durch die Unruhen geschlossen hätten, unterschlug dabei aber, dass einige Basare wegen Streiks nicht öffneten. Ebenfalls am 8. Oktober hackten Aktivisten für wenige Sekunden eine Livesendung des iranischen Staatsfernsehens und riefen dazu auf, sich der Protestbewegung anzuschließen. Zu der Aktion bekannte sich die Gruppe Edalat-e Ali (übersetzt: Alis Gerechtigkeit). Die staatlich kontrollierte Nachrichtenagentur Tasnim bezeichnete die unbekannten Urheber als „antirevolutionäre Agenten“.
Am 15. Oktober 2022 gingen unter anderem in Teheran, Isfahan und Kermanschah wieder zahlreiche Menschen auf die Straße. Nach Berichten des Onlineportals 1500tasvir riefen junge Frauen an einer Hochschule in Teheran „Freiheit, Freiheit, Freiheit“, während sie ihre Kopftücher in der Luft schwenkten. Das Portal berichtete auch von streikenden Ladenbesitzern in der Provinz Kurdistan und in der Provinz West-Aserbaidschan. Zuvor hatte sich im Norden Teherans ein sexueller Übergriff ereignet. Ein Polizist fasste bei einer Kundgebung einer jungen Frau ans Gesäß. Der Vorfall wurde von anderen Demonstranten gefilmt und rief landesweite Empörung hervor. Die Polizei versuchte zunächst, das Video als eine von Regimegegnern manipulierte Aufnahme darzustellen, gab aber schließlich den Übergriff zu.
Ebenfalls am 15. Oktober 2022 wurde ein Brand im Evin-Gefängnis gemeldet, in dem zahlreiche politische Gefangene inhaftiert sind, darunter Hunderte von Demonstranten, die an den Protesten teilgenommen hatten. Auch Schusswechsel und Explosionen hätten sich ereignet. Ein Regierungsvertreter machte „kriminelle Elemente“ für die Vorfälle verantwortlich. Bei dem Brand kamen 8 Menschen ums Leben.
Der iranische Regierungschef Ebrahim Raisi gab einerseits den Vereinigten Staaten die Schuld an den Protesten und sagte andererseits, es sei ein „Dialog“ notwendig, um „Zweifel“ innerhalb der Gesellschaft auszuräumen. Außerdem kündigte er an, Gesetze einer Prüfung unterziehen zu lassen.
Am 23. Oktober wurde das iranische Kernkraftwerk Buschehr Ziel eines Hackerangriffs. Laut Medienberichten steht hinter dem Angriff eine Gruppe namens Black Reward, die zuvor die Freilassung politischer Gefangener im Iran gefordert hatte. Am gleichen Tag meldete die Menschenrechtsorganisation Hengaw, die 21 Jahre alte Medizinstudentin Negin Abdulmaleki sei am 12. Oktober bei Protesten in der Stadt Hamadan durch Stockschläge von Sicherheitskräften getötet worden.
Am 28. Oktober töteten Angehörige der Iranischen Revolutionsgarde auf irakischem Territorium im Distrikt Sharbazer den 20 Jahre alten Destan Resul und verletzten nach Angaben des Distriktskommandanten zwei seiner Begleiter.
Am 29. Oktober wurde der erste Prozess im Zusammenhang mit den Protesten vor dem Islamischen Revolutionsgericht in Teheran eröffnet. Fünf Demonstranten wurden wegen „Verbreitung von Korruption auf Erden“ angeklagt, die mit dem Tod bestraft wird.

### November 2022
Menschenrechtsorganisationen bezifferten die Anzahl der Festnahmen Anfang November auf mehr als 14.000. Am 31. Oktober bestätigte der Hauptstaatsanwalt von Teheran, dass über 1000 Personen von den Behörden im Zusammenhang mit den regierungsfeindlichen Protesten in der Hauptstadt unter Anklage standen.
Laut am 6. November veröffentlichten Meldungen von iranischen Staatsmedien unterstützten 227 von 290 iranischen Abgeordneten die an die iranische Justiz gerichteten Aufforderungen von iranischen Hardlinern, „entschlossen“ gegen Demonstranten „zu handeln“. Diese Erklärung ist eine indirekte Aufforderung zur Verhängung der Todesstrafe, da die Erklärung die Aufforderung enthält „ein göttliches Urteil“ über die „Menschen, die gegen Gott kämpfen“, zu fällen. Zudem beschuldigten die Hardliner den Sekretär des Nationalen Sicherheitsrats, Ali Schamchani, die Proteste nicht unter Kontrolle gebracht zu haben. Laut einem Insider machen alle Sicherheitsorgane Schamchani für die fehlgeschlagene Unterdrückung der Proteste verantwortlich. Hassan Chomeini, ein schiitischer Geistlicher und Enkel von Revolutionsführer Ruhollah Chomeini, forderte dagegen Reformen.
Zwischen dem 6. und 8. November wurden laut einem Nahostexperten der Gesellschaft für bedrohte Völker bei Protesten im Iran 38 Kurden von „Unbekannten“ entführt.
Hatte die Häufigkeit großer Demonstrationen spätestens Anfang November 2022 nachgelassen, so gingen einzelne Menschen dazu über, iranischen Mullahs in der Öffentlichkeit den Turban vom Kopf zu stoßen.
Der deutsche Bundeskanzler Olaf Scholz empörte sich am 12. November 2022, seit dem Tod von Amini bzw. dem Beginn der Proteste habe es neben mehr als 300 Toten, 14.000 Festnahmen auch „reihenweise Todesurteile“ in Verbindung mit den Protesten im Iran gegeben. Über die Verhängung der Todesstrafe gegen einzelne Demonstranten wurde in den darauffolgenden Tagen berichtet.
Im Gedenken an die Proteste im Iran 2019/2020 bzw. den „blutigen November“ (die Niederschlagung der Proteste durch die iranische Staatsgewalt, bei der laut Reuters etwa 1500 Menschen getötet wurden) fanden am 15. November 2022 landesweite Demonstrationen statt. Aktivisten hatten in den Tagen zuvor zu mehrtägigen Protesten und Streiks aufgerufen. Wegen der Einschränkung des Internetzugangs wurden zur Organisation Zettelbotschaften genutzt. In Irans Kurdenprovinzen folgten Händler dem Aufruf zum Streik. Auch Arbeiter eines staatlichen Stahlwerks nahe der Großstadt Isfahan sowie Händler am Großen Basar in Teheran legten ihre Arbeit nieder. Obwohl die iranische Polizei Ladenbesitzer per SMS ermahnt hatte, sich unter keinen Umständen an Streiks zu beteiligen, waren auch am 16. November viele Geschäfte, unter anderem auf dem Großen Bazar, geschlossen. In einigen iranischen Städten (bekannt sind Teheran und Qaem-Schahr) verbreiteten Demonstranten über Lautsprecherdurchsagen mit Sirenengeheul eine Botschaft, in der unter anderem die „Zeit der Revolution“ verkündet sowie zu Streiks aufgerufen wurde. An einer Metro-Station in Teheran, bei der Menschenmassen in der Nähe demonstrierten, brach Panik aus, als Schüsse mit unklaren Geschossen zu hören waren.
Am 15. und 16. November wurden laut unbestätigten Berichten in mehreren Orten und Regionen Irans (angeblich in Izeh, Sanandadsch, Khuzestan und Kamyaran) Demonstranten erschossen. Alleine am 16. November seien mindestens 18 Menschen mit Bezug zu den Protesten im Iran getötet worden. Iranische Staatsmedien meldeten daraufhin, „Terroristen“ hätten mehrere Polizisten sowie Mitglieder von Revolutionsgarden und Zivilisten in Izeh, Bukan, Teheran und Kamyaran getötet.
Am 18. November setzten Demonstranten das Haus des Gründers der Islamischen Republik Iran, Ayatollah Ruhollah Khomeini, in Brand.
Als die iranische Fußballnationalmannschaft am 21. November bei ihrem ersten Spiel bei der Fußball-Weltmeisterschaft geschlossen nicht die iranische Nationalhymne mitsang, um ein Zeichen der Unterstützung für die Proteste auszudrücken, unterbrach der iranische Staatssender die Liveübertragung kurzzeitig. Am selben Tag bombardierten die Revolutionsgarden kurdische Militärstellungen im Nordirak, weil dort angeblich zur Fortsetzung der Unruhen im Iran angestiftet wird. Spätestens am 20. November hatten die Revolutionsgarden außerdem durch Verlegung von Bodentruppen ihre Militärpräsenz in den iranischen Kurdenregionen erhöht. Am Tag danach wurde aus den Städten Javanrud und Mahabad die Erschießung von Demonstranten gemeldet. Nach Angaben von Menschenrechtsorganisationen kamen innerhalb einer Woche 56 von landesweit 72 getöteten Demonstranten aus kurdischen Siedlungsgebieten. Obwohl die Proteste nicht nur in kurdischen Siedlungsgebieten vorkommen, versucht das iranische Regime die kurdischstämmigen Iraner vor dem Rest des Volkes als Unruhestifter und Separatisten zu denunzieren.
Während die Einsatzkräfte die Demonstranten zu Beginn der Protestbewegung mit Tränengas und Schrot beschossen, setzen sie laut einem Augenzeugenbericht seit Ende November mitunter auch Scharfschützen und großkalibrige Maschinengewehre (DSchK) zur Niederschlagung der Proteste ein. Medizinisches Personal, das den Demonstranten medizinische Hilfe leistet, wird laut Angaben eines iranischen Rettungssanitäters ebenfalls beschossen, festgenommen und in der Haft gefoltert. Er berichtete dem Guardian auch, beim Beschuss mit Schrot werde im Fall von Frauen auf Gesicht, Brüste und Genitalien gezielt. Mehrere Demonstranten seien bereits durch Geschosse erblindet.

Ende November leakte die Hackergruppe Black Reward, die bereits im Oktober 2022 durch einen Hackerangriff in Erscheinung getreten war, eine 131-minütige Audioaufnahme zu einer Sitzung von Mitgliedern der iranischen Führung, bei der diese zum einen mit Statistiken und Berichten über das Ausmaß und die Charakteristika der Proteste und Streiks informiert werden. Zum anderen besprechen die Mitglieder mögliche Propagandastrategien, um dem Aufruhr zu begegnen. Aus der Sitzung wird deutlich, dass die iranische Führung weiß, dass die Protestbewegung dezentral und digital organisiert ist und von einem nicht geringen Teil der Bevölkerung befürwortet wird. Laut der Audiospur kommt der Sekretär des Nationalen Sicherheitsrats, Ali Schamchani aus Verhören von inhaftierten Demonstranten zu der Einschätzung, dass die Protestbewegung nicht kurzfristig plane, sondern vorhabe, sich weiter zu vergrößern und „das System langfristig zu stürzen“.
Unter den Demonstrierenden waren auch viele Schülerinnen. Ab November 2022 kam es in zahlreichen Städten zu Giftanschlägen auf Mädchen-Schulen im Iran. Wer hinter den Giftanschlägen steckte, blieb unklar. Die iranische Regierung stellte die Untersuchung im Juni 2023 ein.

### Dezember 2022
Am 2. Dezember kündigte der iranische Generalstaatsanwalt Mohammed-Dschafar Montaseri an, dass das iranische Parlament und die Justiz das Gesetz, das Frauen zum Tragen eines Kopftuchs verpflichtet, überprüfen würden. Einen Tag später meldeten eine iranische Tageszeitung und eine iranische Nachrichtenagentur, die beide als „relativ unabhängig und moderat“ gelten, dass der Generalstaatsanwalt die Abschaffung der iranischen Sittenpolizei bekanntgegeben hatte. Als die Regierung es ablehnte, diese Meldung offiziell zu bestätigen, wurde unter den Demonstranten die Forderung nach einem dreitägigen landesweiten Generalstreik laut und in fast vierzig Städten legten Ladenbesitzer und Lastwagenfahrer die Arbeit nieder.
Anfang Dezember 2022 verurteilte die Schwester des Obersten Führers Ali Chamenei in einem offenen Brief die Niederschlagung der Proteste. Sie rief darin auch die Revolutionsgarden dazu auf, sofort ihre Waffen niederzulegen.
Am 8. Dezember 2022 verkündete die iranische Staatsführung, die erste Todesstrafe gegen einen Demonstranten der iranischen Proteste vollstreckt zu haben. Laut einer staatlichen Nachrichtenagentur im Iran ist der Demonstrant von einem Revolutionsgericht in Teheran verurteilt worden. Nach der Rechtsauffassung des Gerichts habe sich der Verurteilte der „Kriegsführung gegen Gott“ schuldig gemacht. Bis zum 10. Dezember wurde gegen 25 festgenommene Demonstranten die Anklage „Kriegsführung gegen Gott“ erhoben. Bis zum 13. Dezember wurden 400 Demonstranten im Iran zu Freiheitsstrafen verurteilt.
Laut dem Sender Iran International hat die iranische Staatsführung die russische Staatsführung zwecks der Bekämpfung des Aufruhrs um Ausrüstung, Unterstützung bei der Ausbildung der Einsatzkräfte und Beratung gebeten. Laut angeblich geleakten Dokumenten überwacht Russland teilweise die Kommunikation in Staaten der westlichen Welt, um dem iranischen Regime Einschätzungen über Art und Stärke der Protestbewegung mitzuteilen.
Zwischen dem 26. und 28. Dezember streikten Berufstätige in Abadan. Proteste ereigneten sich außerdem zur selben Zeit in den Provinzen Kohgiluye und Boyer Ahmad, Razavi-Chorasan und West-Aserbaidschan. Am 31. Dezember 2022 fanden in sechs Provinzen Proteste und in drei Provinzen Industrie- und Handelsstreiks statt.

### Januar 2023
Am 3. Januar 2023, dem dritten Todestag des Generals Qasem Soleimani, wurde in Teheran ein Kommandeur einer lokalen Basidsch-Einheit erschossen. Am Morgen des 7. Januar 2023 wurden zwei junge Männer (Mohammad Mehdi Karami, Seyed Mohammad Hosseini) hingerichtet. Ihnen war zur Last gelegt worden, während der Proteste im November für den Tod eines Angehörigen der Sicherheitskräfte verantwortlich zu sein. Nach Dokumenten zu urteilen, die eine iranische Hackergruppe erbeutet hat, hat die iranische Justiz bis zum 6. Januar 2023 ca. 80 Menschen wegen Kriegsführung gegen Gott, worauf die Todesstrafe steht, angeklagt. Einige Prozesse werden im iranischen Fernsehen übertragen. Ein Todesurteil gegen den iranischen Arzt Hamid Ghareh-Hassanlou, der wie viele andere Angeklagte in Untersuchungshaft gefoltert worden war und deswegen schwer verletzt in einem Krankenhaus behandelt werden musste, wurde Anfang Januar 2023 aufgehoben. Die Generalanwaltschaft erließ Anfang Januar eine Anordnung, der zufolge Verstöße gegen die Kopftuchpflicht Bußgelder und zusätzliche Strafen wie „Exil“, Berufsverbot und Schließung von Arbeitsstätten nach sich ziehen. Die Strafen gelten nicht nur für die betreffenden Frauen, sondern auch für all jene, die das strafbewehrte Verhalten dulden – etwa für Restaurantbesitzer, die eine Frau ohne Kopfbedeckung bewirten. Entsprechende Fälle, die zur Schließung mehrerer Cafés und Restaurants wegen des Verstoßes gegen die Kopftuchpflicht führten, hatte es bereits im Iran nach Beginn der Proteste gegeben.
Am 17. Januar 2023 wurde laut einer staatsnahen iranischen Nachrichtenagentur ein Anführer einer Jugendorganisation namens United Youth of Iran verhaftet. Diese ist eine Dachorganisation von 30 Jugendgruppen, die im Dezember in einer schriftlichen Erklärung zum Sturz der Islamischen Republik aufgerufen hatten.
Ende Januar 2023 wurde gemeldet, dass ein junges verlobtes Pärchen von einem islamischen Revolutionsgericht wegen „Verstoßes gegen die nationale Sicherheit und Verbreitung von Verderbtheit“ zu 10 ½ Jahren Freiheitsstrafe verurteilt worden war, weil es auf dem Azadi-Platz vor dem Freiheitsturm (dem Wahrzeichen des modernen Teheran) getanzt hatte, dabei gefilmt worden war und die Frau dabei kein Kopftuch getragen hatte. Das Pärchen war im November 2022 deswegen festgenommen worden.

### Februar 2023
Iranische Staatsmedien behaupteten am 5. Februar 2023, dass Irans Staatsführer Ali Khamenei zehntausende Gefangene, darunter solche der im Herbst begonnenen Proteste, anlässlich des Jahrestags der Islamischen Revolution begnadigt habe. Die angeblichen Begnadigungen umfassten Amnestien und Hafterleichterungen.

### März 2023
Vom Beginn des Jahres 2023 bis zum 20. März 2023 wurden laut Javaid Rehman, dem UN-Sonderberichterstatter zur Menschenrechtssituation im Iran, 143 Hinrichtungen durch den iranischen Staat durchgeführt. Außerdem seien seit dem Beginn der Proteste mindestens 527 Demonstranten von Sicherheitskräften erschossen oder zu Tode geprügelt worden.

### Oktober und November 2023
Anfang Oktober erregte ein Fall Aufsehen, der an den von Mahsa Amini erinnerte: Die iranische Schülerin Armita Garawand wurde – offenbar bei einer Kontrolle der sogenannten Sittenpolizei – in der U-Bahn schwer verletzt. Iranische Staatsmedien behaupten, sie sei wegen niedrigen Blutdrucks gestürzt. Sie starb am 27. Oktober 2023 in einer Klinik. Bei Garawands Beerdigung Anfang November wurden mehr als 100 Menschen gewaltsam von der Sittenpolizei festgenommen. Unter ihnen befanden sich viele Frauen ohne Kopftuch, so auch Nasrin Sotudeh.

### Juni 2025
Auch nach Beginn des israelisch-iranischen Krieges fandene keine größeren Protestaktionen der iranischen Bevölkerung gegen das autoritäre Regime mehr statt.

## Solidaritätsbekundungen aus anderen Ländern (Auswahl)

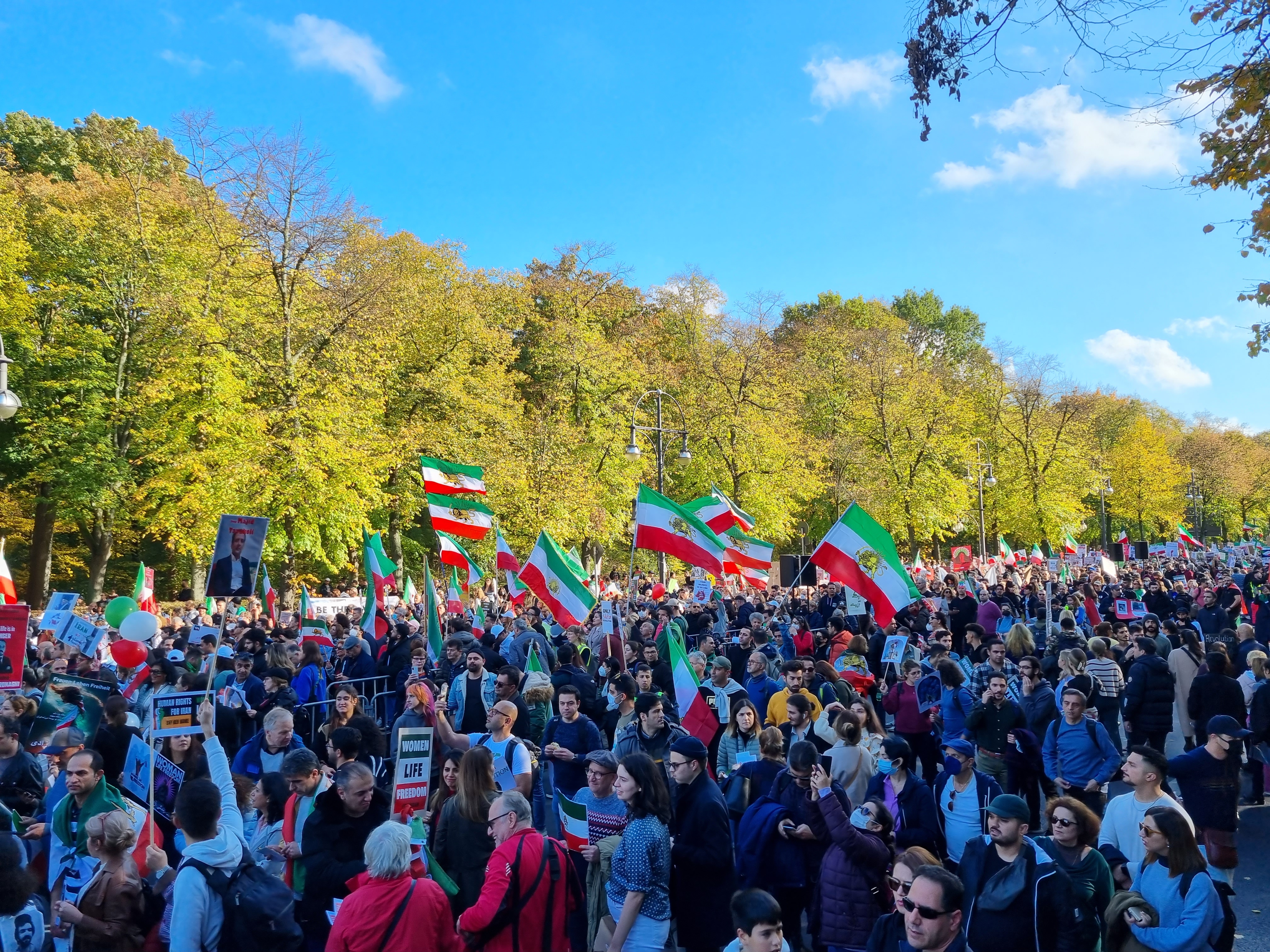
22. Oktober 2022 in Berlin

In Deutschland haben sich mehr als 600 Künstler in einem offenen Brief mit den Demonstranten im Iran solidarisiert. Fast 400 Wissenschaftler aus dem deutschsprachigen Raum solidarisierten sich mit den protestierenden Studenten und sprachen sich gegen die Gewalt durch Sicherheitskräfte an Hochschulen aus.
Der deutsch-iranische Schriftsteller Navid Kermani bezeichnete die Reaktion der Bundesregierung als „insgesamt beschämend zurückhaltend“. Kaum unterstützt werden die Proteste durch die politische Linke und die deutsche Friedensbewegung, was kritisiert und mit antiamerikanischen Reflexen in Verbindung gebracht wird. Der Politikwissenschaftler Ali Fathollah-Nejad meint, dass das „Schweigen der Linken in die Geschichte eingehen“ werde.
In Sulaimaniyya fand am 28. September eine Demonstration zur Unterstützung der Proteste und zur Verurteilung iranischer Bombenangriffe auf Ziele in der Autonomen Region Kurdistan statt. Deren Sicherheitskräfte lösten die Demonstration jedoch auf und beschlagnahmten Kameras anwesender Journalisten.
In Deutschland kam es ab Anfang Oktober 2022 zu Demonstrationen gegen das iranische Regime. Am 22. Oktober 2022 fand eine Demonstration in Berlin mit etwa 80.000 Teilnehmern aus ganz Europa statt.

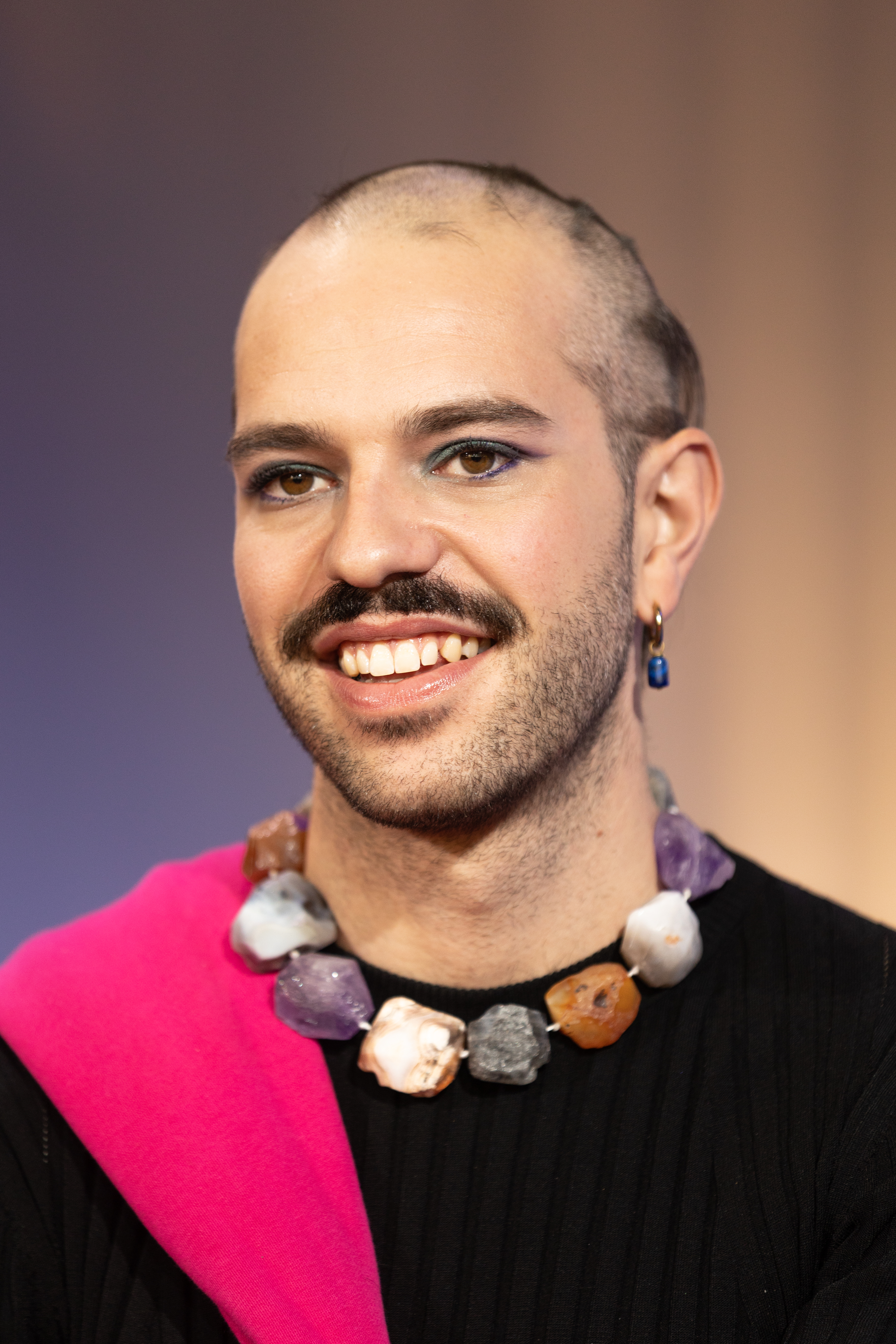
Kim de l’Horizon mit kurzgeschnittenen Haaren nach der Verleihung des Deutschen Buchpreises 2022

In Frankreich und Deutschland haben sich Künstler aus solidarischem Protest die Haare kurz geschnitten. Im Europäischen Parlament schnitt sich die schwedische Abgeordnete Abir Al-Sahlani Anfang Oktober 2022 während einer Rede als Zeichen der Solidarität die Haare kurz.
Das deutsche Fernsehmoderatoren-Duo Joko und Klaas widmete seine in der Sendung Joko & Klaas gegen ProSieben gewonnenen 15 Minuten Sendezeit am 26. Oktober 2022 um 20:15 Uhr auf ProSieben den Protesten im Iran. Joko und Klaas räumten ihre Instagram-Konten leer, um diese „für immer“ den iranischen Aktivistinnen Sarah Ramani und Azam Jangravi zur Verfügung zu stellen.
Im Jahr 2023 fanden weiterhin Solidaritätsbekundungen in Europa statt – etwa bei Demonstrationen und Kundgebungen für Menschenrechte im Iran, wie sie in Düsseldorf oder Brüssel abgehalten worden sind.

## Verfolgung von Regimekritikern im Ausland
Die deutsche Bundesregierung spricht von einer abstrakten Gefährdung iranischer Oppositioneller in Deutschland, etwa „durch nachrichtendienstliche Ausspähungen oder Einschüchterungsversuche“. Hauptakteure des iranischen Regimes in Deutschland sind laut Bundesregierung der iranische Geheimdienst MOIS und die Quds Force der islamischen Revolutionsgarden. Exiliranische Aktivisten in Deutschland berichteten seit Beginn der Proteste verstärkt von Morddrohungen, tätlichen Angriffen und einem Wohnungseinbruch bei einer Aktivistin in Deutschland.
In London wurden zwei Journalisten des regimekritischen Exil-TV-Senders Iran International von iranischen Revolutionsgardisten mit dem Tod bedroht.

## Festnahmen ausländischer Staatsangehöriger und deutsche Ausreiseaufforderung
Schon im September hatten iranische Beamte nach eigener Aussage mindestens neun Bürger der Europäischen Union (EU) im Zusammenhang mit den Protesten festgenommen. Am 3. November forderte das deutsche Außenministerium im Iran befindliche deutsche Staatsbürger auf, das iranische Staatsgebiet zu verlassen. Begründet wurde das damit, dass der iranische Staat zuvor eine Vielzahl ausländischer Staatsangehöriger willkürlich festgenommen habe.

## Reaktionen von Staaten und Internationalen Organisationen (Auswahl)
Mitte Oktober 2022 verhängte die EU aufgrund der gegen Demonstranten gerichteten Menschenrechtsverletzungen Sanktionen gegen die iranische Sittenpolizei und mehr als ein Dutzend weitere Personen und Organisationen, darunter Mitglieder der Bassidsch-Milizen. Im folgenden Monat verhängte die EU erneut Sanktionen (Einreiseverbote und das Einfrieren von Vermögenswerten) gegen 31 Personen und Einrichtungen im Iran, unter anderem gegen Mitglieder der iranischen Revolutionsgarden (IRGC).
Mit einfacher Mehrheit von 25 der 47 Mitgliedstaaten des Menschenrechtsrates der Vereinten Nationen (UNHRC) wurde im November 2022 beschlossen, dass dieser das Vorgehen der iranischen „Sicherheitskräfte“ gegen die Protestierenden in der Islamischen Republik Iran untersuchen werde. Die von der UNHRC eingesetzte Expertenkommission kam nach der Untersuchung zu dem Ergebnis, dass das iranische Regime mit der Weise, auf die es die Proteste unterdrückte, Verbrechen gegen die Menschlichkeit beging.
Nachdem die iranische Regierung im Dezember 2022 einen weiteren festgenommenen Demonstranten hinrichten gelassen hatte, verhängte die EU Sanktionen gegen mehrere Mitglieder der Revolutionsgarden.
Im Dezember 2022 beschloss die EU weitere Sanktionen gegen den Iran, woraufhin dieser als Gegenmaßnahme unter anderem Einreiseverbote gegen deutsche Staatsbürger verhängte, darunter Annegret Kramp-Karrenbauer und Norbert Lammert. Außerdem wurde der Iran nach einer Abstimmung aus der UN-Kommission zur Rechtsstellung der Frau ausgeschlossen. Im Januar 2023 weitete die EU Sanktionen auf 100 Verantwortliche des iranischen Staates aus, nachdem erneut Todesstrafen vollstreckt worden waren. Bis zum April 2023 wurden 211 Personen und 35 Einrichtungen mit Sanktionen durch die EU belegt.
2023 wurde der iranischen Frauenbewegung und postum Mahsa Amini der Sacharow-Preis zuerkannt.

### Kritik und Vorwurf der Zögerlichkeit
Kritiker wie der Politiker Norbert Röttgen werfen der EU vor, sich auf minimale Sanktionen beschränkt zu haben. Die EU und Bundesaußenministerin Annalena Baerbock würden bewusst auf schärfere Sanktionen wie eine Einstufung der Islamischen Revolutionsgarde als Terrororganisation verzichten, um die parallel stattfindenden Verhandlungen mit dem iranischen Regime über ein neues Atomabkommen nicht zu gefährden. Dies werde der Öffentlichkeit aber nicht offen mitgeteilt. 2022 wurde zudem bekannt, dass man im von Baerbock geführten Auswärtigen Amt befürchtete, ein Machtwechsel im Iran könne zu „Instabilität in der gesamten Region“ führen.